# 무국적

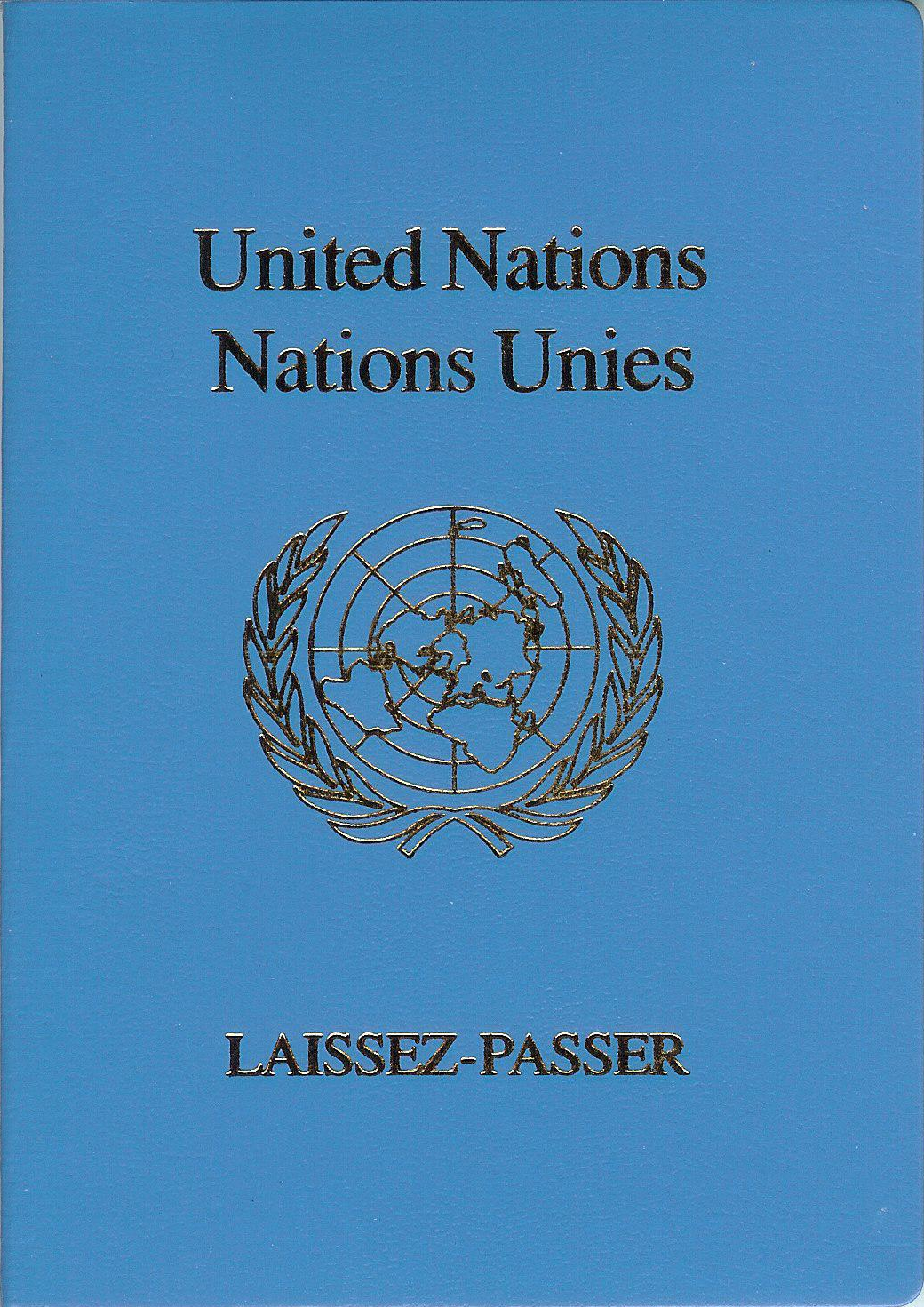

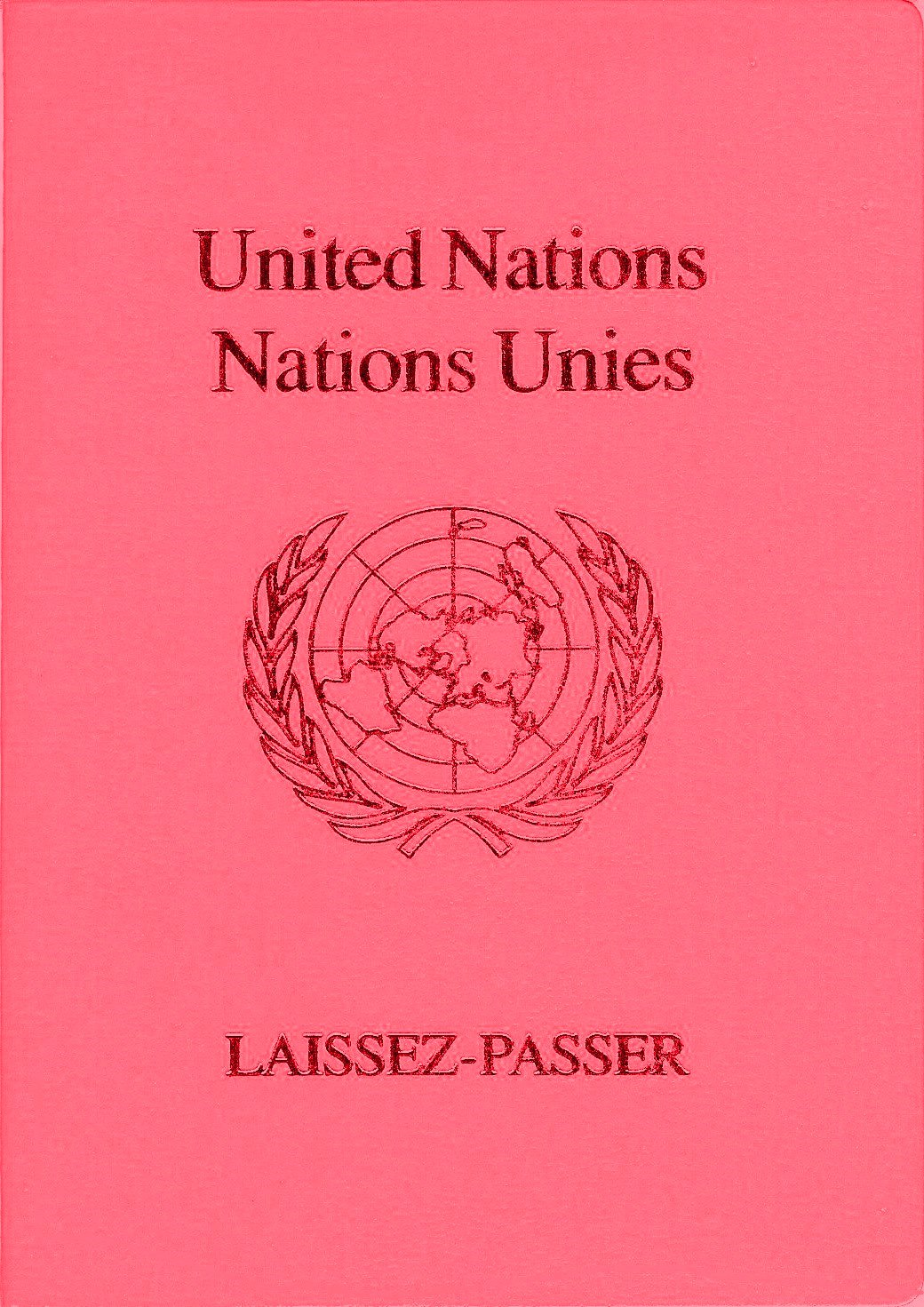

무국적(無國籍)은 어떠한 국적도 소유하지 않은 상태를 말한다.

## 같이 보기
- 난민
- 조선적